# Gabriel Mato Adrover

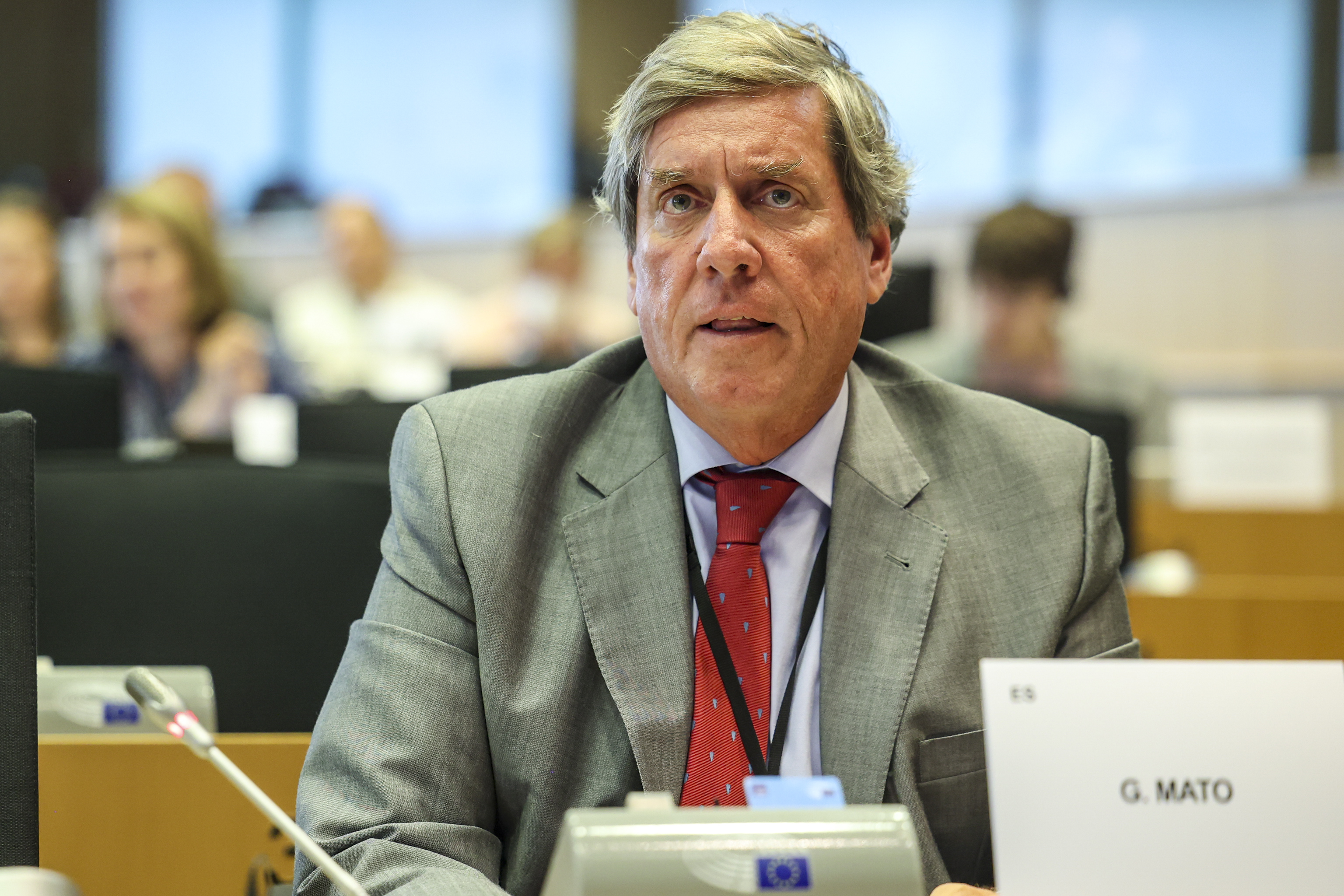
Gabriel Mato Adrover (2024)

Gabriel Mato Adrover (* 29. April 1961 in Madrid) ist ein spanischer Politiker (PP).
Mato Adrover legte den Hochschulabschluss in Rechtswissenschaft an der Universidad Autónoma de Madrid ab. Er begann als beisitzender Richter am Amtsgericht Santa Cruz de La Palma und als Rechtsberater des Inselparlaments von La Palma. Seit 1995 ist er ferner internationaler Tennisschiedsrichter und gehört dem kanarischen Komitee für Sportdisziplin an.
Von 2001 bis 2004 war Mato Adrover Vorsitzender der PP von La Palma, danach war er bis 2007 stellvertretender Generalsekretär auf den Kanarischen Inseln. Seit 2000 gehört er dem nationalen Vorstand der PP an. Von 1991 bis 1995 war er stellvertretender Bürgermeister von Santa Cruz de La Palma. Über mehrere Jahre hinweg war er Mitglied des Regionalparlaments der Kanarischen Inseln und dort einige Zeit lang Vorsitzender der PP-Fraktion. Von 1997 bis 2000 war er Minister für Landwirtschaft, Viehzucht und Ernährung der dortigen Regionalregierung. Später war er Mitglied und zweiter Sekretär des spanischen Abgeordnetenkongresses. Von 2009 bis 2019 gehörte Mato Adrover dem Europäischen Parlament an, in dem er von 2012 bis 2014 Vorsitzender des Ausschusses für Fischerei war. Seit Februar 2020 ist er erneut Mitglied des Europäischen Parlaments.
Mato Adrover ist Träger des Großkreuzes des Zivilverdienstordens. Seine Schwester, Ana Mato Adrover, ist ebenfalls politisch aktiv.